# Milada Skrbková
Milada Skrbková (née le 30 mai 1897 à Prague où elle meurt le 2 octobre 1935) est une joueuse de tennis tchécoslovaque des années 1920.
Elle a notamment gagné la médaille de bronze aux Jeux olympiques d'Anvers, en double mixte avec son époux Ladislav Žemla.

## Parcours aux Jeux olympiques

### En simple dames
| # | Date       | Nom de l'olympiade            | Surface      | Résultat      | Ultime adversaire | Score   |          |
| - | ---------- | ----------------------------- | ------------ | ------------- | ----------------- | ------- | -------- |
| 1 | 23/08/1920 | Jeux olympiques d'été, Anvers | Gazon (ext.) | 2e tour (1/8) | Anne de Borman    | Forfait | Parcours |

### En double mixte
| # | Date       | Nom de l'olympiade           | Surface      | Résultat | Partenaire     | Ultimes adversaires              | Score    |          |
| - | ---------- | ---------------------------- | ------------ | -------- | -------------- | -------------------------------- | -------- | -------- |
| 1 | 23/08/1920 | Jeux olympiques d'été Anvers | Gazon (ext.) | Bronze   | Ladislav Žemla | Erik Tegner Amoury Folmer-Hansen | 8-6, 6-4 | Parcours |